# Heurteauville
Heurteauville är en kommun i departementet Seine-Maritime i regionen Normandie i nordvästra Frankrike. Kommunen ligger i kantonen Port-Jérôme-sur-Seine som tillhör arrondissementet Rouen. År 2022 hade Heurteauville 287 invånare.

## Befolkningsutveckling
| Befolkningsutvecklingen i Heurteauville 1968–2021 | Befolkningsutvecklingen i Heurteauville 1968–2021 | Befolkningsutvecklingen i Heurteauville 1968–2021 | Befolkningsutvecklingen i Heurteauville 1968–2021 | Befolkningsutvecklingen i Heurteauville 1968–2021 |
| ------------------------------------------------- | ------------------------------------------------- | ------------------------------------------------- | ------------------------------------------------- | ------------------------------------------------- |
|                                                   |                                                   |                                                   |                                                   |                                                   |
| År                                                |                                                   |                                                   | Folkmängd                                         |                                                   |
| 1968                                              | 1968                                              |                                                   | 309                                               |                                                   |
| 1975                                              | 1975                                              |                                                   | 288                                               |                                                   |
| 1982                                              | 1982                                              |                                                   | 286                                               |                                                   |
| 1990                                              | 1990                                              |                                                   | 269                                               |                                                   |
| 1999                                              | 1999                                              |                                                   | 304                                               |                                                   |
| 2007                                              | 2007                                              |                                                   | 307                                               |                                                   |
| 2015                                              | 2015                                              |                                                   | 318                                               |                                                   |
| 2021                                              | 2021                                              |                                                   | 290                                               |                                                   |